# Sarcodia
Sarcodia,  je rod crvenih algi iz porodice Sarcodiaceae, dio reda Plocamiales. Taksonomski je priznat kao zaseban rod. Postoji petnaest vrsta
Tipična vrsta je Sarcodia montagneana; tipski lokalitet je Bay of Islands na sjeveru Sjevernog otoka u Novom Zelandu

## Vrste
1. Sarcodia ceylanica Harvey ex Kützing
2. Sarcodia ceylonensis (J.Agardh) Kylin
3. Sarcodia ciliata Zanardini
4. Sarcodia cuneifolia Yamada
5. Sarcodia dentata (Suhr) R.E.Norris ex M.J.Wynne
6. Sarcodia dichotoma Børgesen
7. Sarcodia gattyae (J.Agardh) Kylin
8. Sarcodia grandifolia Levring
9. Sarcodia linearis (J.Agardh) Kylin
10. Sarcodia marginalis (Kützing) Millar
11. Sarcodia marginata J.Agardh
12. Sarcodia montagneana (J.D.Hooker & Harvey) J.Agardh - tip
13. Sarcodia multifida Børgesen
14. Sarcodia palmata Sonder
15. Sarcodia suae S.-M.Lin & C.Rodríguez-Prieto

|  | Zajednički poslužitelj ima još gradiva o temi Sarcodia |
|  | Wikivrste imaju podatke o taksonu Sarcodia             |